# Mearim (canhoneira)
O Vapor  Mearim foi uma canhoneira da Armada Imperial Brasileira que foi utilizada por essa na Guerra do Paraguai.

## História
Navio de propulsão mista (motor a vapor e vela), com casco encouraçado, possuía uma maquina a vapor com potencia de 100hp que impulsionava a sua hélice de popa. As suas dimensões eram de 45,72m de comprimento, manga de 7,01m e pontal de 2,28m. Deslocava 415 toneladas e era equipado com 4 canhões de 32mm e 2 canhoes de 68mm.
O Mearim, primeiro navio a levar esse nome em homenagem ao homônimo rio do Maranhão, o (Rio Mearim). A embarcação foi construída na Inglaterra junto aos seus navios gêmeos Ibicuí, Itajaí e Tieté sob a direção do então vice-almirante Joaquim Marques Lisboa, futuro Almirante Tamandaré.
Lançada em 1857, foi incorporada a Marinha Imperial  após testes de rigor em  Greenwich em 1858 e em 9 de maio daquele ano partiu rumo a sua primeira escala em Londres sob o comando do primeiro tenente Nolasco da Fontoura Pereira da Cunha em comboio com o restante de sua classe. Depois de chegar a sua segunda parada em Lisboa, em 17 de maio, participou de uma festa em homenagem a Estefania de Hohenzollern-Sigmaringen, em sua chegada a Portugal para casar-se com Pedro V de Portugal. Em 14 de junho chegou ao Recife após 37 dias de travessia e em 1 de julho chegou ao Rio de Janeiro.
Seguiu para o Rio da Prata em 02 de setembro, quando assumiu seu comando o Primeiro-Tenente Francisco de Borja Freire Salema Garção, que foi substituído a 24 de maio de 1861 pelo Primeiro-Tenente Domingos Ignácio da Fonseca. Aportou em Santa Catarina a 10 de outubro, sob o comando do Primeiro-Tenente Manoel Antônio Vidal de Oliveira, nomeado seu comandante a 6 de junho daquele ano. Em 9 de novembro, novamente sob o comando do Primeiro-Tenente Salema Garção, suspendeu para o Rio da Prata.
Em 1864 foi incorporado ao 1 o Distrito Naval e, sob o comando do Primeiro-Tenente Elisiário José Barbosa, futuro ministro da Marinha durante parte do governo do Presidente Prudente de Morais, participou das operações de guerra  durante a Invasão brasileira do Uruguai, em 1864, participando do bloqueio de Salto e do bombardeio a Paisandú. Na sequência, tomou parte na Campanha da Tríplice Aliança.

## Guerra do Paraguai
Com a eclosão da Guerra do Paraguai, em 25 de maio, auxiliou na tomada da Província de Corrientes, então ocupada pelas Forças paraguaias, e, em 5 de abril de 1865, partiu para o bloqueio naval ao Paraguai, fazendo parte da Divisão do Chefe José Segundino de Gomensoro.  Em 30 de abril de 1865 partiu de Buenos Aires sob o comando do primeiro tenente Elisiáno José Barbosa. Integrava a divisão comandada pelo almirante Francisco Manuel Barroso da Silva, o Barão do Amazonas, contando com 118 praças da Marinha em sua tripulação, além de 63 soldados do Exército embarcados. Esta divisão também composta pela fragata Amazonas, corvetas Beberibe, Belmonte e Parnaíba, além das canhoneiras Araguari, Ipiranga, Iguatemi e Jequitinhonha. A esquadra imperial subiu o Rio Paraná para bloquear a esquadra paraguaia em “Três bocas”, confluência dos rios Paraguai e Paraná. Nessa ocasião, integravam sua oficialidade os seguintes militares: Armada: Primeiros-Tenentes Elisiário José Barbosa (Imediato), Augusto Cesar Pires de Miranda e Arnaldo Leopoldo de Murinelly; Segundo-Tenente Felinto Perry; Guarda-Marinha Antonio Augusto de Araujo Torreão; Aspirante Joaquim Cândido do Nascimento; Comissário de Terceira-Classe José Antônio de Souza Guimarães; Escrivão de Terceira-Classe João Evangelista de Menezes e o Prático Santiago Pedemonte. Exército: Capitão Antônio José da Cunha; Tenente Antônio Pacheco de Miranda e os Alferes Firmino José de Almeida e João Carlos de Mello e Souza.
Batalha do Riachuelo
Em 10 de junho de 1865, a frota paraguaia estava ancorada no Rio Paraguai, nos arredores do Forte Humaitá, sob comando do capitão de fragata Pedro Ignacio Meza, que estava a bordo do vapor capitania e insígnia Tacuarí (comandante José Maria Martinez), integrando ainda os vapores Ygurey (Remigio Del Rosario Cabral Velazquez), Marquês de Olinda (Ezequiel Robles), Paraguarí (José Alonso), Jejuí (Aniceto López), Yporá (Domingo Antônio Ortiz), Salto Oriental (Vicente Alcaraz) e Yberá (Pedro Victorino Gill) e Pirabebé (Tomás Pereira), além de três chatas de artilharia.
A esquadra brasileira permanecia próximo da posição dos seus adversários, posicionados na margem do Chaco nas cercanias da Ilha Barranqueira. Em 10 de junho a frota paraguaia recebeu ordem para atacar na manhã seguinte e, dada a superioridade da força naval brasileira, a única possibilidade para Mesa resumia ao fator surpresa. O Plano era partir nas primeiras horas da madrugada rio abaixo com os motores desligados e as caldeias acesas para aproximarem da frota brasileira, retroceder e aborda-los, sem alarde. Mas os danos do Yberá atrasaram a partida para as 9:00 da manha do dia 11 de junho e o avanço foi mais lento do que o esperado devido a necessidade de rebocar as chatas de artilharia, pelo que o esquadrão chegou somente no meio da manha e foi ainda detectado pelo Mearim que deu o alerta geral para a esquadra brasileira, o que fez fracassar o ataque surpresa e deu tempo para a frota brasileira se preparar para responder ao ataque.
A esquadra brasileira era no total composta por 9 navios e 1.113 homens. O Jequitinhonha era o barco insígnia da 3ª divisão comandada pelo capitão de mar e guerra José Secundino de Gomensoro, enquanto que o Amazonas atuava como capitania insígnia da esquadra da 2º divisão da frota.
Mesa realizou a abordagem e abriu fogo, no que foi respondido de pronto pela esquadra brasileira. Nessa fase, o Jejuí recebeu graves danos e igualmente as três chatas. A frota paraguaia então foi se refugiar no arroio do Riachuelo protegidos pelas baterias de artilharia paraguaias posicionadas nos barrancos, além da fuzilaria de infantaria paraguaia.
A esquadra brasileira então se dirigiu ao arroio Riachuelo, mas o Amazonas se desviou do seu rumo seguido pelo Jequitinhonha. Nessa etapa, o Belmonte foi castigado pelo fogo dos paraguaios posicionados nos barrancos, além dos disparos das embarcações paraguaias e sofreu serias avarias que obrigaram a sua tripulação a encalha-lo nos bancos de areia às margens da Ilha Cabral para não afundar.
O Amazonas regressou rapidamente a sua trajetória inicial, mas na sequência o Jequitinhonha também encalhou devido às avarias do fogo inimigo. Enquanto o esquadrão brasileiro continuava ao largo do rio até a Ilha Palomera para então retomar rio acima, o Parnaíba retrocedeu em auxilio ao Jequitinhonha, mas os barcos paraguaios Tacuarí, Marquês de Olinda, Salto Oriental e Paraguarí deixaram a costa e se lançaram contra o Parnaíba, que veio a ser abordado pelos três primeiros. Nessa etapa, o Amazonas foi então ao auxilio do Parnaíba, limpando o seu convéns, abalroando o Paraguarí e bombardeando o Marquês de Olinda, depois também abalroou o Jejuí e afundou as chatas que eram rebocadas. O comandante do Amazonas, ao notar que Salto Oriental e Marquês de Olinda se recuperavam, então decidiu abalroar o primeiro, que afundou rapidamente e na sequencia o segundo, que foi rendido a sua tripulação. Na sequência o Amazonas e o restante da frota brasileira, incluindo o Mearim, partiram em perseguição do Pirabebé, Yporá e o Ygurey que evadiram-se rio acima rumo ao Forte de Humaitá. Após o combate, a tripulação do Mearim teve 2 mortos e 8 feridos.
Ações posteriores
O Mearim participou da Batalha de Paso de Cuevas, ocorrido em 12 de agosto de 1865 em cuja batalha foi morto a bordo o Aspirante Joaquim Cândido do Nascimento. Em 17 de março de 1866, integrando a 2a Divisão da Esquadra, partiu de Corrientes a fim de auxiliar a Divisão Alvim e, em 5 de abril daquele ano, auxiliou o transporte de tropas e material para a Ilha Redención. Finalizada a guerra, o navio brasileiro continuou em operação, tendo em 1873 transportado o capitão de fragata Tomás Pedro de Bittencourt Cotrim encarregado de efetuar estudos para sinalizações na costa de Santa Catarina. A 7 de dezembro desse mesmo ano regressava do Desterro, também em Santa Catarina, tendo vindo de Itapocorói, para onde havia levado um oficial e 22 praças para conter os bugres e, em seguida, partiu para o Pará. 
Condenada a 8 de agosto de 1878 e, por meio de Aviso de 13 de junho de 1879, foi mandado remover para terra o seu material aproveitável e teve sua baixa por meio de Aviso de 11 de setembro do mesmo ano.